# Mika Nakashima
Mika Nakashima (Japans: 中島美嘉, Nakashima Mika (Hioki (Kagoshima), 19 februari 1983) is een Japans zangeres, actrice en model.

## Biografie

### Jeugd en debuut
Mika Nakashima is als de jongste van drie kinderen geboren in de prefectuur Kagoshima, op het Japanse eiland Kyushu. Al op jonge leeftijd droomde ze ervan om zangeres te worden. Om haar droom na te jagen, besloot ze niet naar de middelbare school te gaan.
In het najaar van 2001 speelde ze in de Fuji televisiefilm Kizudarake no Love Song. Onder Sony Music Entertainment Japan debuteerde zij in november met het nummer “Stars”, de soundtrack van de film. Haar tweede single “Crescent Moon” verscheen in een oplage van 100.000 stuks en was binnen één dag uitverkocht. In maart 2002 bracht ze haar derde single “One Survive” en haar eerste videocollectie “Film Lotus” uit. In mei en augustus volgden respectievelijk haar vierde single “Helpless Rain” en haar vijfde single “Will”, waarvan meer dan 140.000 exemplaren werden verkocht. Beide nummers bereikten de top tien.

### De weg naar de roem
Haar eerste album TRUE dat uitkwam in augustus van 2002 was een #1 hit in de Oricon-hitlijsten. Binnen 3 weken waren er meer dan een miljoen albums verkocht. Eén jaar na haar debuut bracht Nakashima het mini-album RESISTANCE uit, dat twee weken achter elkaar op nummer 1 in de hitlijsten stond. Op 18 december werd de documentaire Kiseki: the document of a start uitgebracht. In 2002 won de zangeres de prijs voor 'nieuwe artiest van het jaar' op de Japan Gold Disc Awards en de prijs voor 'beste nieuwe artiest van het jaar' op de All Japan Request Awards 2002. Tijdens de 44e Japan Record Awards won ze ook de prijs voor 'beste nieuwe artiest van het jaar'.
Haar populairste nummers zijn onder andere Find the Way, het afsluitende nummer van de anime Gundam Seed; Sakurairo Maukoro; en Yukino Hana, dat gecoverd werd door de Zuid-Koreaanse zanger Park Hyo Shin. Deze gecoverde versie werd gebruikt in de populaire Koreaanse dramaserie I'm Sorry, I Love You. In 2004 was het in Japan ook het meest populaire lied voor de karaoke.

### Debuut op het witte doek:NanaenThe End
In 2005 vertolkte Nakashima naast Aoi Miyazaki de hoofdrol in de film Nana, een verfilming van de gelijknamige manga, waarvan inmiddels ook een animeversie bestaat. Zij zorgde voor een van de soundtracks “Glamorous Sky” (de tekst geschreven door de schrijver van de originele manga Ai Yazawa en de muziek gecomponeerd door Hyde, leadzanger van de Japanse rockband L'Arc-en-Ciel). Dit nummer werd uitgebracht onder de naam “Nana starring Mika Nakashima”. De single werd Mika's eerste #1-hit op de Oricon hitlijsten. Er werden meer dan 423.000 cd's verkocht, waardoor Glamorous Sky dat jaar de best verkochte single van een vrouwelijke artiest was en de tiende best verkochte plaat. Het volgende jaar liep het verkoopaantal op tot 442.000 kopieën, ongeveer 25.000 minder dan de andere soundtrack “Endless Story”, gezongen door Yuna Ito die in de film de rol van Reira op zich neemt. Het nummer is verwerkt in Konami's simulatiespellen GuitarFreaks en Drummania V3, evenals in Nintendo's Moero! Nekketsu Rhythm Damashii Osu! Tatakae! Ouendan 2.
Nakashima werd op de MTV Video Music Awards Japan genonimeerd voor "Best BuzzAsia from Japan". De videoclip van “Glamorous Sky” werd genomineerd voor 'beste vrouwelijke videoclip' en 'beste videoclip van een film'. Van die laatste nominatie won ze de prijs.
Door het grote succes van Nana werd er een vervolg gemaakt die uitkwam in december 2006, met meer nummers van Mika onder de naam Nana starring Mika Nakashima. De soundtrack van Nana 2 is “Hitoiro” (Eén Kleur) ook dit lied werd geschreven door Yazawa, maar dit keer werd de muziek gecomponeerd door de leadzanger van Glay, Takuro. Hij schreef voor Nana starring Mika Nakashima ook het nummer “Eyes For The Moon”. Mika bracht meteen het mini-album The End uit met al haar nummers onder de naam Nana starring Mika Nakashima.
Op 18 december 2006 reisden Nakashima en Yui Ichikawa af naar New York om daar de internationale première van Nana 2 bij te wonen.

## Discografie

### Albums
- 2002: True studio-album
- 2003: Love studio-album
- 2005: Music studio-album
- 2006: The End studio-album
- 2007: Yes studio-album
- 2008: Voice studio-album
- 2010: Star studio-album
- 2013: Real studio-album

### Singles
- 07-11-2001: STARS
- 26-02-2002: CRESCENT MOON
- 06-03-2002: ONE SURVIVE
- 15-05-2002: Helpless Rain
- 07-08-2002: WILL
- 29-01-2003: Ai Shiteru (愛してる)
- 09-04-2003: Love Addict
- 25-06-2003: Seppun (接吻)
- 06-08-2003: FIND THE WAY
- 01-10-2003: Yuki no Hana (雪の華)
- 07-04-2004: SEVEN
- 02-06-2004: Hi no Tori (火の鳥)
- 20-10-2004: LEGEND
- 02-02-2005: Sakurairo Mau Koro (桜色舞うころ)
- 25-05-2005: Hitori (ひとり)
- 31-08-2005: GLAMOROUS SKY
- 22-02-2006: CRY NO MORE
- 07-06-2006: ALL HANDS TOGETHER
- 26-07-2006: MY SUGAR CAT]
- 29-11-2006: Hitoiro (一色)
- 21-02-2007: Mienai Hoshi (見えない星)
- 14-03-2007: Sunao na Mama (素直なまま)
- 22-08-2007: LIFE
- 03-10-2007: Eien no Uta (永遠の詩)
- 12-03-2008: Sakura Hanagasumi (SAKURA～花霞～)
- 23-07-2008: I don't know
- 12-11-2008: Orion
- 13-05-2009: Overload
- 30-09-2009: Candygirl
- 11-04-2009: Nagareboshi (流れ星)
- 20-01-2010: Always
- 25-08-2010: Ichiban Kirei na Watashi wo (一番綺麗な私を)
- 27-04-2011: Dear
- 14-09-2011: Love is ecstasy
- 19-09-2012: Ashita Sekai ga Owaru Nara (明日世界が終わるなら)
- 12-05-2012: Hatsukoi (初恋)
- 22-05-2013: Ai kotoba (愛詞 [あいことば] )

## Filmografie

### Televisie
- 2001: Kizudakare no Love Song (傷だらけのラブソング)
- 2002: Shiritsutantei Hama Mike (私立探偵濱マイク)
- 2003: Namahōsō wa Tomaranai! (生放送はとまらない!)
- 2008: Ryuusei no Kizuna (流星の絆)
- 2010: Unubore Deka (うぬぼれ刑事)

### Bioscoop
- 2003: Gūzen ni mo Saiaku na Shōnen (偶然にも最悪な少年) als Yumiko
- 2005: NANA als Nana Osaki
- 2006: NANA 2 als Nana Osaki
- 2010: Resident Evil: Afterlife bijrol als patiënt zero
- 2012: Resident Evil: Retribution bijrol als patiënt zero